# Hyacinthus litwinovii
Hyacinthus litwinovii là một loài thực vật có hoa trong họ Măng tây. Loài này được Czerniak. mô tả khoa học đầu tiên năm 1923.